# Таловєров Максим Вадимович
Максим Вадимович Таловєров (нар. 28 червня 2000, Нальчик) — український футболіст, центральний захисник англійського клубу «Сток Сіті». Бронзовий призер молодіжного чемпіонату Європи 2023 у складі збірної України.

## Кар'єра
Максим Таловєров народився 28 червня 2000 року в місті Нальчик в Росії у родині українського футболіста Вадима Таловєрова, який в цей час там грав за місцевий «Спартак». Незабаром родина переїхала до Донецька. Зі шкільного віку почав навчання у футбольній академії донецького «Шахтаря», перший тренер — В'ячеслав Миколайович Козлов. У 2015—2016 грав за молодіжну команду клубу «Арсенал-Київ». З 2016 по 2019 рік був у складі молодіжних команд донецького «Олімпіка».
Навесні 2019 року він приєднався до чеського клубу «Динамо» з міста Чеські Будейовиці, де регулярно виходив на поле у матчах молодіжної ліги. У липні 2019-го він вперше потрапив в запас першої команди в матчі чемпіонату проти празької «Спарти», але шансів не отримав. Восени він відправився в оренду в «Спарту», але там отримав можливість грати лише у складі молодіжної команди, яка виступала у третій лізі. Дебютував у третій лізі 24 серпня 2019 року на полі «Бенешова», коли на 85-й хвилині замінив Давида Лішку. До кінця осінньої частини він регулярно виходив на поле в основному складі молодіжки.
У Першій лізі Таловєров дебютував 31 травня 2020 року в матчі 26-го туру чемпіонату Чехії проти команди «Богеміанс», замінивши Давида Ледецкі на 50-й хвилині і на 76-й хвилині зробив гольову передачу. Після цього він почав регулярно грати в основному складі «Динамо» (Чеські Будейовиці).
З 1 січня 2022 року став гравцем празької «Славії». Контракт Максима розрахований до 2026 року, він обійшовся пражанам у €500.000.
У липні 2022 року ліберецький «Слован» орендував Таловєрова строком на один сезон. У «Словані» Таловєров мав стабільну ігрову практику упродовж першої частини сезону 2022-23 — 16 матчів, 2 голи та 1 асист в усіх турнірах. В кінці 2022 року «Славія» вирішила достроково повернути гравця з оренди.
Взимку 2023 року гравець пішов в оренду до кінця сезону в австрійський ЛАСК. 2024 року підписав професійний контракт з австрійським клубом.
В кінці січня 2025 року Таловєров перейшов до англійського «Плімут Аргайл», що виступає в Чемпіоншипі, і став найдорожчим новачком в історії клубу станом на 2025 рік.
| Дата       | Місто       | Господарі            | Результат | Гості    | Турнір                                    | Голи | Примітки |
| ---------- | ----------- | -------------------- | --------- | -------- | ----------------------------------------- | ---- | -------- |
| 21-03-2024 | Зениця      | Боснія і Герцеговина | 1 – 2     | Україна  | Відбір до ЧЄ 2024                         | -    | 90'      |
| 26-03-2024 | Вроцлав     | Україна              | 2 – 1     | Ісландія | Відбір до ЧЄ 2024                         | -    | 88'      |
| 07-06-2024 | Варшава     | Польща               | 3 – 1     | Україна  | товариський матч                          | -    | 86'      |
| 21-06-2024 | Дюссельдорф | Словаччина           | 1 – 2     | Україна  | ЧЄ 2024 - груповий етап                   | -    | 90+2'    |
| 11-10-2024 | Познань     | Україна              | 1 – 0     | Грузія   | Ліга націй УЄФА 2024—2025 - груповий етап | -    | 79'      |
| 14-10-2024 | Вроцлав     | Україна              | 1 – 1     | Чехія    | Ліга націй УЄФА 2024—2025 - груповий етап | -    |          |
| 19-11-2024 | Тирана      | Албанія              | 1 – 2     | Україна  | Ліга націй УЄФА 2024—2025 - груповий етап | -    | 85'      |
| 10-06-2025 | Торонто     | Нова Зеландія        | 1 – 2     | Україна  | товариський матч                          | -    | 66'      |
| Усього     |             | Матчів               | 8         |          | Голів                                     | 0    |          |

## Досягнення
Молодіжна збірна України:
 Півфіналіст молодіжного чемпіонату Європи: 2023